# Velika dvorana ljudstva
Velika dvorana ljudstva je državna stavba, ki stoji zahodno od Trga nebeškega miru v Pekingu. Uporablja jo vlada Ljudske republike Kitajske za zakonodajne in slovesne dejavnosti. Velika dvorana ljudstva služi kot prostor za srečanja polnih zasedanj kitajskega zakonodajnega telesa, Nacionalnega ljudskega kongresa, ki poteka vsako leto marca, skupaj z nacionalnim zasedanjem Kitajske ljudske politične posvetovalne konference, političnega svetovalnega organa. Velika dvorana je tudi prostor za srečanja Nacionalnega kongresa Kitajske komunistične partije, ki se od 12. konference leta 1982 odvija enkrat na pet let, in Centralnega komiteja stranke, ki se sestaja približno enkrat letno.
Dvorana se uporablja tudi za številne posebne dogodke, vključno s srečanji različnih družbenih in političnih organizacij na nacionalni ravni, velikimi obletnicami in spominskimi slovesnostmi za nekdanje voditelje. Velika dvorana ljudstva je tudi priljubljena atrakcija v mestu, ki jo obiskujejo turisti, ki obiščejo prestolnico.

## Zgodovina
V zgodnjih 1940-ih je Mao Cetung v Jan'anu obljubil, da bo po uspehu revolucije zgradil konferenčno dvorano »za deset tisoč ljudi«, kjer bi se lahko stranka in ljudstvo srečali in razpravljali o pomembnih vprašanjih.(str.60)
Potem ko je bil prvi petletni načrt Kitajske leta 1956 pred rokom zaključen, je Centralni komite Komunistične partije Kitajske začel razmišljati o gradnji večje dvorane v Pekingu. Na srečanju v Beidaiheju konec avgusta 1958 se je Centralni komite Komunistične partije Kitajske odločil, da bo v Pekingu zgradil številne večje arhitekturne projekte, vključno z Veliko dvorano za deset tisoč ljudi in zahteval, da se jo preda v uporabo oktobra 1959 pred deseto obletnico ustanovitve Ljudske republike Kitajske. Ker je bila odločitev o gradnji končana v nekaj več kot letu in mesecu dni, je čas zelo intenziven.
5. septembra 1958 je Van Li, podžupan Pekinga, centralno vlado seznanil s pripravami na 10. obletnico. Peking je takoj ustanovil Feng Peidži, odgovoren za projektno vodilno skupino za državni praznik in Džang Bo, glavni arhitekt skupine za načrtovanje velike dvorane, ki je v zelo kratkem času izbrala zasnovo velike dvorane med osmimi programi in na podlagi širokega nabora mnenj Univerze Cinghua, Inštituta za načrtovanje Pekinškega mestnega urada za načrtovanje (predsednik Šen Bo) ter Pekinškega mestnega urada za načrtovanje pripravila celovit program. V začetku septembra 1958 je Pekinški mestni urad za načrtovanje določil, da bosta Velika dvorana deset tisoč ljudi in Muzej revolucionarne zgodovine stala na obeh straneh Trga nebeškega miru.
Zgodaj zjutraj 9. septembra 1959 je Mao Cetung, predsednik Centralnega komiteja Komunistične partije Kitajske, obiskal gradbišče. Med obiskom je Van Li, podžupan Pekinga, namignil, da Velika dvorana ljudstva še ni bila uradno poimenovana. Po nekaj razprave je Mao dokončno določil ime Velika dvorana ljudstva. Tisto noč je bila Velika dvorana v celoti dokončana in predana v uporabo, Mei Lanfang pa je v dvorani z 10.000 gledalci izvedel Pijano lepotico (贵妃醉酒), da bi izrazil sožalje gradbenim enotam.
Velika dvorana ljudstva je bila odprta septembra 1959 kot ena od »desetih velikih gradenj«, dokončanih ob 10. obletnici Ljudske republike Kitajske. Odločitev o gradnji dvorane je politbiro sprejel avgusta 1958. Džov Enlaj je verjel, da bi moral končni načrt sporočiti, da so »ljudje gospodarji države« Po predložitvi predlogov za oblikovanje je skupina arhitektov z vse države izbrala zmagovalni načrt Džao Dongrija in Šen Čija. Za glavnega arhitekta je bil imenovan Džang Bo. Gradnja je trajala 10 mesecev, delalo je 7785 delavcev in je bila zasnovana z vojaškimi strategijami, ki so posnemale Veliki skok naprej.[16] Jeklo za banketne in konferenčne dvorane stavbe je izdelalo podjetje Anshan Iron and Steel (Angang).
19. decembra 2007 sta Pekinška občinska načrtovalna komisija in Pekinški občinski urad za kulturne relikvije stavbo Velike ljudske dvorane, ki jo je odobrila Pekinška občinska ljudska vlada, uvrstila na seznam izjemnih modernih in sodobnih arhitektur v Pekingu (北京优秀近现代建筑保护名录).

## Opis
Velika dvorana, zasnovana kot simbol narodne enotnosti in etnične enakosti naroda, je v svojih značilnostih, razmerjih in detajlih utelešala novi kitajski značaj časa. Stavba obsega 171.801 kvadratnih metrov površine, je dolga 356 metrov in široka 206,5 metra. Najvišja točka v središču doseže 46,5 metra. Na napušču glavnih vrat visi državni grb Ljudske republike Kitajske.
Velika dvorana ljudstva je sestavljena iz treh delov.
1. Osrednji del vključuje predvsem Veliko dvorano, Glavno dvorano, Kongresno dvorano (Stalni odbor SCPCC se sestaja na sestankih), Osrednjo dvorano, Zlato dvorano in druge glavne dvorane.
2. Severni del sestavljajo Državna banketna dvorana, Dvorana za državne goste, Severna dvorana, Vzhodna dvorana, Zahodna dvorana in druge velike dvorane.
3. Južni del je poslovna stavba Stalnega odbora Ljudskega kongresa Kitajske. Med njimi osrednja dvorana pokriva površino 3600 kvadratnih metrov. Podporni zidovi in tla so tlakovani z barvnim marmorjem. Okoli je 20 belih marmornih stebrov. V srednjem nadstropju je 12 metrov širok hodnik. V Veliko dvorano deset tisočev vodi 6 glavnih vhodov.

Vsaka provinca, posebna upravna regija, avtonomna regija Kitajske ima svojo dvorano v Veliki dvorani, kot so Pekinška dvorana, dvorana Hong Kong in dvorana Hainan. Vsaka dvorana ima edinstvene značilnosti province in je opremljena v lokalnem slogu.
Po dokončanju je Velika dvorana, ki je bila prej avditorij Sun Jat-sen, postala največji avditorij na Kitajskem. Veliki avditorij s prostornino 90.000 kubičnih metrov sprejme 3693 ljudi v spodnjem nadstropju, 3515 na balkonu, 2518 v galeriji in od 300 do 500 na odru. Vladni voditelji imajo govore, predstavniki pa opravljajo večino svojega dela. Hkrati lahko sprejme 10.000 predstavnikov. Strop je okrašen z galaksijo luči, na sredini stropa je velika rdeča zvezda, vzorec valov v bližini pa predstavlja ljudi. Njeni prostori so opremljeni z avdiovizualnimi in drugimi sistemi, ki se prilagajajo različnim vrstam in velikostim srečanj. Na voljo je tudi sistem za simultano tolmačenje z jezikovno kabino.
Državna banketna dvorana s površino 7000 kvadratnih metrov lahko sprejme 7000 gostov, hkrati pa lahko večerja do 5000 ljudi (kot je bilo to storjeno ob obisku Richarda Nixona na Kitajskem leta 1972). Manjša srečanja se lahko odvijajo v glavnem avditoriju, večje skupine pa lahko uporabljajo eno ali več konferenčnih dvoran, kot sta Zlata in Severna dvorana, najmanjše skupščine pa se lahko namestijo v eno ali več od več kot 30 konferenčnih dvoran, ki so poimenovane po provincah in regijah na Kitajskem.

## Uporaba
Velika dvorana ljudstva je politično središče Pekinga in dom Nacionalnega ljudskega kongresa. Vsako leto marca Velika dvorana ljudstva gosti dogodek liang hui (dobesedno pomeni 'dve seji'), kjer se Kitajska ljudska politična posvetovalna konferenca in Nacionalni ljudski kongres sestaneta na zasedanjih, ki trajajo dva do tri tedne v Veliki avditoriju. Kitajska komunistična partija prav tako vsakih pet let organizira svoj nacionalni kongres v Veliki dvorani ljudstva.
Po izgradnji Velike dvorane ljudstva leta 1959 je bila odprta za javnost en ali dva dni na teden. Po izbruhu kulturne revolucije je bila Velika dvorana ljudstva zaprta in se je uporabljala le za obsežne sestanke in pisarne osrednjih voditeljev ter sprejemne dejavnosti. Vprašanje odprtja Velike dvorane ljudstva za javnost se je ponovno pojavilo po kulturni revoluciji. Zvečer 27. januarja 1979 je Deng Jingčao v imenu Centralnega komiteja Komunistične partije Kitajske napovedal, da bo »Velika dvorana ljudstva odprta za množice«. Od 15. julija je bila ponovno odprta za javnost. Od takrat je zmanjšala pritisk na svoje finance z zaračunavanjem vstopnin za obisk dvorane in z ustvarjanjem prihodkov od kioskov. Posledično je do konca 1980.ih postala samooskrbna glede administrativnih stroškov.
Velika dvorana se je uporabljala za srečanja s tujimi dostojanstveniki na državnih ali delovnih obiskih, pa tudi za velika obletniška praznovanja, ki se jih udeležujejo visoki voditelji.
Velika dvorana se je uporabljala za državne pogrebe in spominske slovesnosti za več visokih voditeljev. Leta 1982 je bil nekdanji predsednik Liu Šaoči deležen državnega pogreba v Veliki dvorani. V Veliki dvorani so bili leta 1989 pogrebi generalnega sekretarja Hu Jaobanga, pa tudi državni pogrebi vrhovnega voditelja Deng Šjaopinga leta 1997, in Džjang Zemina leta 2022. (Pogrebna slovesnost Mao Cetunga ni bila v Veliki dvorani, temveč na Trgu nebeškega miru.)
Stavba in njen glavni Veliki avditorij sta odprta za javnost kot turistična atrakcija, ko nista v uporabi. V Veliki dvorani so potekale tudi nekatere nepolitične konvencije in koncerti. 4. julija 1986 je tenoristi Luciano Pavarotti imel samostojni koncert v Veliki dvorani ljudstva in postal prvi tujec in zahodnjak, ki je nastopil v Veliki dvorani ljudstva.
Oktobra 2003 je Riverdance, irski glasbeni in plesni zabavni fenomen, kot prva predstava z Zahoda nastopil v Veliki dvorani ljudstva v Pekingu, z enajstimi nastopi, ki so bile razprodane. Januarja 2009 je ameriški country trio Lucy Angel postal prva ameriška skupina, ki je bila povabljena k nastopu v Veliki dvorani ljudstva, in sicer pred občinstvom dostojanstvenikov in vladnih uradnikov.